# Yuki Ito (rugby à XV)
Pour la skieuse japonaise, voir Yuki Ito.
Pas d'image ? Cliquez ici

a Compétitions nationales et continentales officielles uniquement.

b Matchs officiels uniquement.
Yuki Ito (伊藤 優希, Itō Yuki), née le 24 octobre 1996, est une joueuse internationale japonaise de rugby à XV évoluant au poste d'ailier.

## Biographie
Yuki Ito naît le 24 octobre 1996. En 2022, elle joue pour le club des Mie Pearls (ja) dans la préfecture de Mie. Elle compte 11 sélections en équipe du Japon quand elle est retenue en septembre 2022 pour disputer sous les couleurs de son pays la Coupe du monde de rugby à XV en Nouvelle-Zélande.